# Wał (województwo lubelskie)
Wał – wieś w Polsce położona w województwie lubelskim, w powiecie krasnostawskim, w gminie Izbica.
W latach 1975–1998 miejscowość należała administracyjnie do województwa zamojskiego.
Wieś stanowi sołectwo gminy Izbica. Według Narodowego Spisu Powszechnego (III 2011 r.) wieś liczyła 145 mieszkańców.
Wierni Kościoła rzymskokatolickiego należą do parafii św. Zofii w Tarnogórze.

## Historia
Według Słownika geograficznego Królestwa Polskiego z roku 1892, Wał – wieś nad Wieprzem (na prawym brzegu) w powiecie krasnostawskim, gminie Czajki, parafii Krasnystaw. Około 1892 posiadał 15 domów i 111 mieszkańców w tym 16 żydów, gruntu 165 mórg. Wieś wchodziła w skład dóbr Orłów. Według spisu z roku 1827 było tu 8 domów i 57 mieszkańców